# Alice Tait
Alice Mary Tait (nacida Mills; Brisbane, 23 de mayo de 1986) es una nadadora australiana especializada en pruebas de estilo libre, donde consiguió ser campeona olímpica en 2004 en los relevos 4 x 100 metros.

## Carrera deportiva
En los Juegos Olímpicos de Atenas 2004 ganó la medalla de oro en los relevos de 4 x 100 metros estilo libre, con un tiempo de 3:35.94 segundos que fue récord del mundo, por delante de Estados Unidos y Países Bajos.
Cuatro años después, en los Juegos Olímpicos de Pekín 2008 ganó la medalla de bronce en los relevos de 4 x 100 metros estilo libre, con un tiempo de 3:35.05 segundos que fue récord de Oceanía, tras Países Bajos y Estados Unidos (plata).